# Anastácia Carvalho
Anastácia Carvalho (Luanda, 3 de dezembro de 1976) é uma cantora e maestrina filha de pais  de S. Tomé e Príncipe  e nascida em Luanda (Angola) , radicada em Portugal. Em 2022, foi distinguida na Powerlist100 da BANTUMEN, uma lista anual das personalidades mais influentes na comunidade negra lusófona.

## Biografia
Natural de Angola filha de pais santomenses, passou uma grande parte da infância e da adolescência entre Angola, São Tomé e Príncipe e Portugal. Anastácia vive em Portugal desde 1983.
A música sempre esteve presente durante a sua infância. Começou a cantar na igreja, no grupo coral em 1998. Em 1999, foi convidada pelo maestro Carlos Ançã para fazer parte de um grupo coral de música gospel, onde iniciou o seu percurso profissional.
Fez back vocals e acompanhamentos para vários artistas, primeiro para os Mercado Negro em 2005; e depois Rui Veloso, Bonga, Costa Neto, Selma Uamusse, Tabanka Djaz e Karyna Gomes.
Iniciou os estudos na escola JB Jazz, em Lisboa, em 2014.
Em 2016, atou com Rui Veloso na Embaixada de Portugal em Cabo Verde para a comemoração do 10 de junho.
Em 14 de março de 2018, lançou o seu primeiro single "SAUDADE", cantado em forro.
Anastácia Carvalho integrou o elenco artístico de Madonna na Madame X Tour, ao convite do músico Dino D'Santiago, nas Batucadeiras, com outras mulheres de origens africanas.
Lançou em janeiro de 2022 o seu mais novo single "AYWANA", também em língua são-tomense.
Em 2022 fez parte da equipa de produção do concurso de canto santomense Vozes d'Obô.